# محمية لا تشيمبا الوطنية
محمية لا شيمبا الوطنية هي محمية وطنية تقع في منطقة أنتوفاجاستا في شمال تشيلي.